# 147
Glej tudi: število 147
147 (CXLVII) je bilo navadno leto, ki se je po julijanskem koledarju začelo na soboto.

## Dogodki
- 1. januar